# 森瑟巴赫河
50°48′34.41″N 5°54′42.6″E / 50.8095583°N 5.911833°E

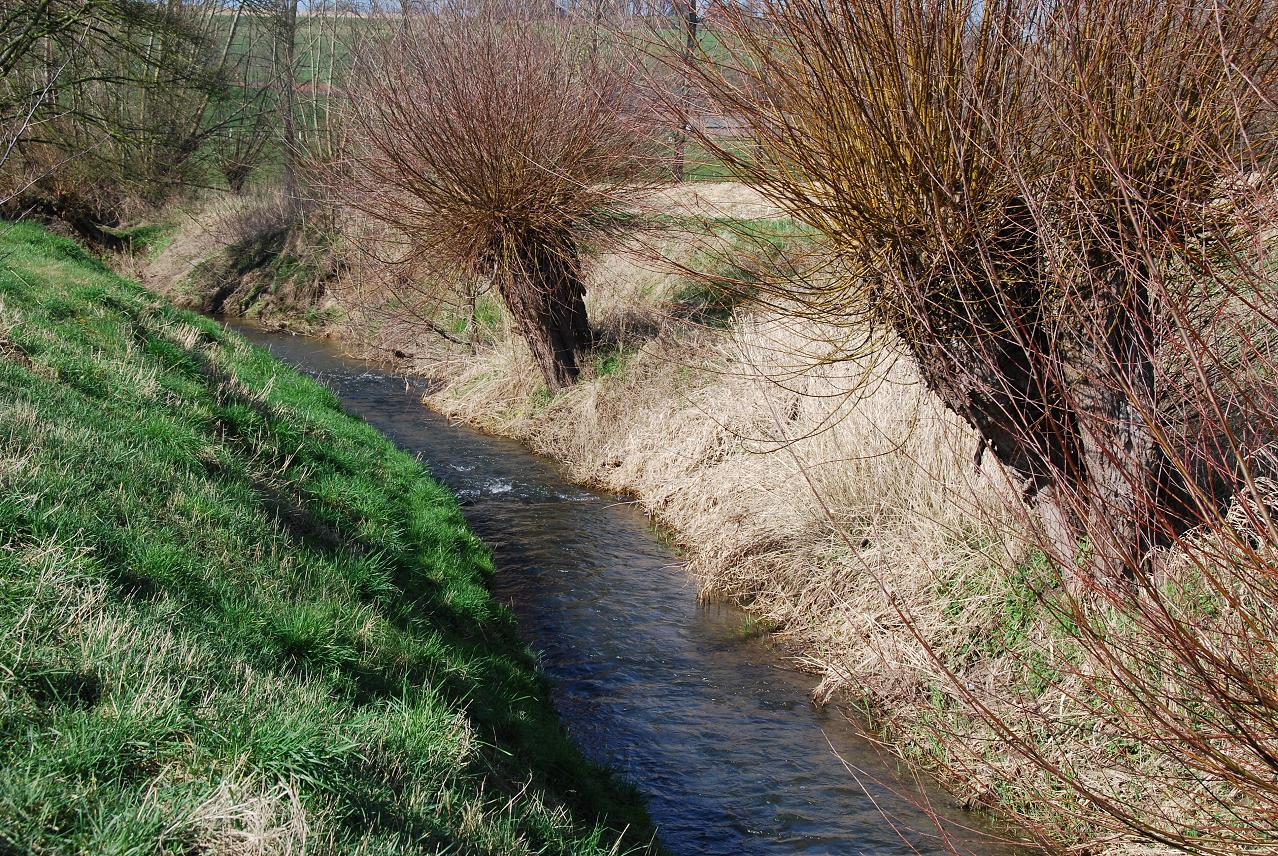
森瑟巴赫河

森瑟巴赫河（德語：Senserbach），是德國的河流，位於該國西部，處於北萊茵-威斯特法倫州，屬於格爾河的支流，河道全長13.7公里，流域面積30.5平方公里，發源自亞琛附近。